# Atli Gíslason

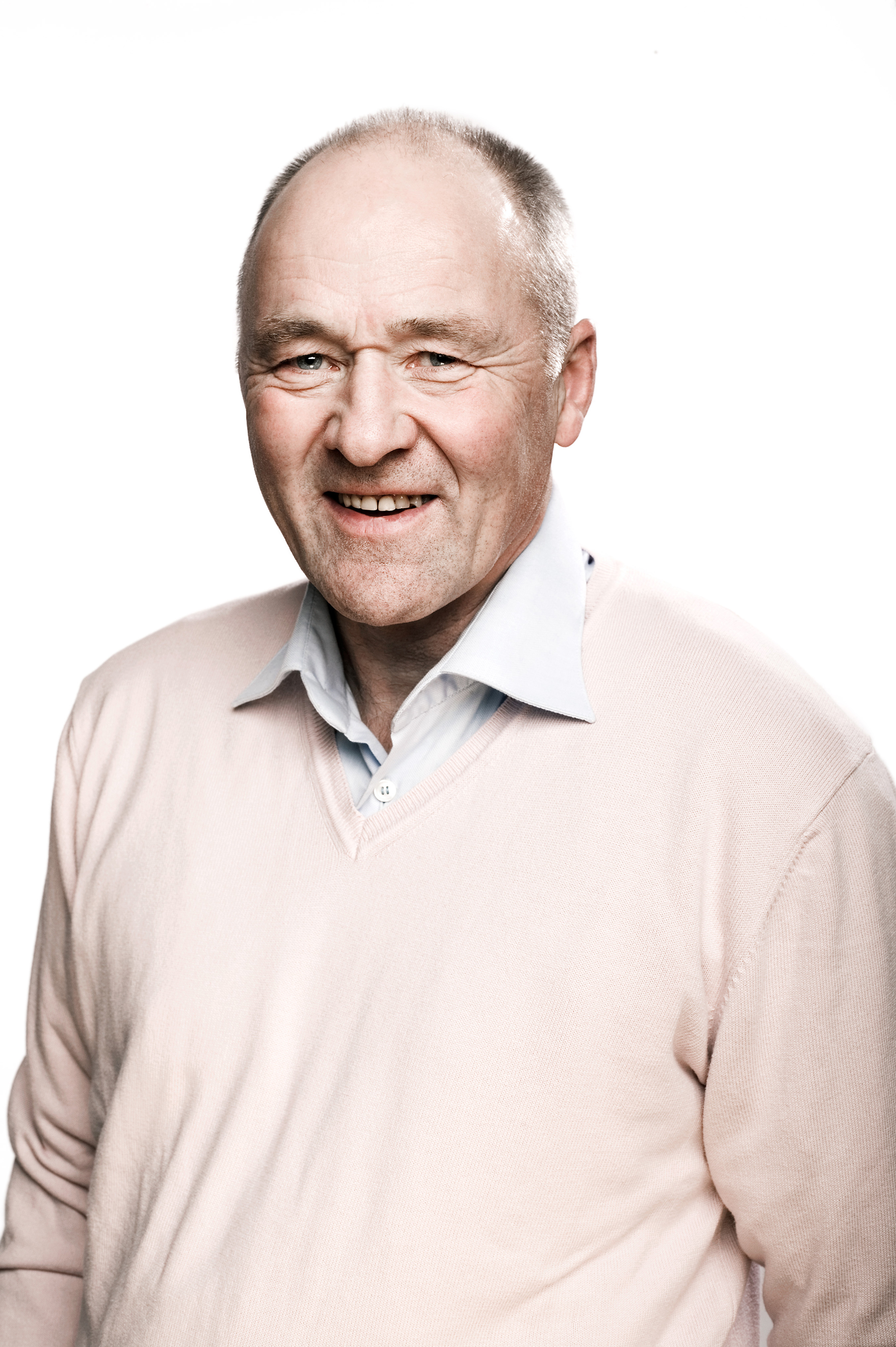
Atli Gíslason

Atli Gíslason (* 12. August 1947 in Reykjavík) ist ein isländischer Politiker.

## Politik
Seit 2007 war Atli Abgeordneter des isländischen Parlaments Althing für den Südlichen Wahlkreis. Er gehörte zur Partei Links-Grüne Bewegung. Seit 2009 war er Vorsitzender des Ausschusses für Fischerei und Landwirtschaft. Er verließ die Links-Grüne Bewegung und saß als Unabhängiger im Althing.
Bei der Parlamentswahl in Island 2013 trat er gemeinsam mit Jón Bjarnason erfolglos für die Partei Regnboginn an.